# بوب ويندسور
بوب ويندسور (بالإنجليزية: Bob Windsor)‏ هو لاعب كرة قدم أمريكية أمريكي، ولد في 19 ديسمبر 1942 في واشنطن العاصمة في الولايات المتحدة.

## وصلات خارجية
- بوب ويندسور على موقع كلية كرة السلة في سبورتس رفرنس.كوم (الإنجليزية)
- بوب ويندسور على موقع مرجع كرة القدم المحترفة.كوم (الإنجليزية)